# 巴特利特 (伊利諾伊州)
巴特利特（英語：Bartlett）是位於美國伊利諾伊州庫克縣、杜佩奇縣和凱恩縣的一個村落。

## 地理
巴特利特的座標為41°59′43″N 88°11′08″W / 41.99528°N 88.18556°W，而該地最高點為海拔高度241米（即791英尺）。

## 人口
根據2010年美國人口普查的數據，巴特利特的面積為41.46平方千米，當中陸地面積為40.86平方千米，而水域面積為0.60平方千米。當地共有人口41208人，而人口密度為每平方千米993人。